# Ruta Estatal de California 150
La Ruta Estatal de California 150, y abreviada SR 150 (en inglés: California State Route 150) es una carretera estatal estadounidense ubicada en el estado de California. La carretera inicia en el Sur desde la SR 1  , US 101   en Carpintería hacia el Norte en la SR 126     en Santa Paula. La carretera tiene una longitud de 58,6 km (36.427 mi).

## Mantenimiento
Al igual que las autopistas interestatales, y las rutas federales y el resto de carreteras estatales, la Ruta Estatal de California 150 es administrada y mantenida por el Departamento de Transporte de California por sus siglas en inglés Caltrans.

## Cruces
La Ruta Estatal de California 150 es atravesada principalmente por la  SR 33     en Ojai.
| Condado | Localidad   | Miliario   | Destinos                                         | Notas                                          |
| --- | ----------- | ---------- | ------------------------------------------------ | ---------------------------------------------- |
| Santa Bárbara SB R0.00-1.13                                                                                               | Carpintería | R0.00      | US 101 (SR 1)                                    | Interchange                                    |
| Ventura VEN 1.13-1.55 | Sin cruces  | Sin cruces | Sin cruces                                       | Sin cruces                                     |
| Santa Bárbara SB 1.55-2.20                                                                                                |             | 1.67       | SR 192 Oeste (Casitas Pass Road)                 |                                                |
| Ventura VEN 0.00-34.40 |             | 11.27      | Santa Ana Road – Lake Casitas                    |                                                |
| Ventura VEN 0.00-34.40 | Mira Monte  | R14.41     | SR 33 Sur (Ventura Avenue) – Ventura             | Extremo Oeste de la SR 33; antigua US 399 Sur  |
| Ventura VEN 0.00-34.40 | Ojai        | 16.58      | SR 33 Norte (Maricopa Highway) – Maricopa        | Extremo Este de la SR 33; antigua US 399 Norte |
| Ventura VEN 0.00-34.40 | Santa Paula | 34.40      | SR 126 (Santa Paula Freeway) – Fillmore, Ventura | Interchange                                    |
| 1.000 mi = 1.609 km; 1.000 km = 0.621 mi Cerrada/Antigua • Terminal concurrente • Acceso incompleto • Propuesta/Sin abrir |             |            |                                                  |                                                |